# Mitsubishi L300
Mitsubishi L300 – samochód dostawczy, van produkowany od 1979 roku przez firmę Mitsubishi. Model ten oferowany był na wielu rynkach świata pod różnymi nazwami. Powstały dwie generacje L300. W Europie samochód ten został zastąpiony przez model Space Gear/L400 w 1995 roku.

## Pierwsza generacja
Pierwsza generacja modelu L300 została wprowadzona do produkcji w 1979 roku. W Japonii samochód nosił nazwę Delica i była to już druga generacja tego auta. Silnik znajdował się pod przednimi fotelami, co pozwolilo na wygospodarowanie znacznej przestrzeni ładunkowej. Auto było 4-drzwiowe z bocznymi drzwiami odsuwanymi. Do napędu używano 4-cylindrowych jednostek znanych z innych modeli koncernu Mitsubishi. Były to benzynowe silniki pojemności od 1,4 do 2,0 l. W 1982 roku pojawił się silnik Diesla o pojemności 2,3 l, a w 1986 roku został on zastąpiony przez jednostkę o pojemności 2,5 l. Napęd przenoszony był na koła tylne, natomiast w 1982 roku pojawiła się wersja z napędem na cztery koła. Auto było także dostępne z pojedynczą, 2-drzwiową kabiną i skrzynią ładunkową.
Ta generacja modelu L300 jest w dalszym ciągu dostępna w Indonezji jako Mitsubishi Colt Solar L300 wyposażony w silnik Diesla 2,5 l.

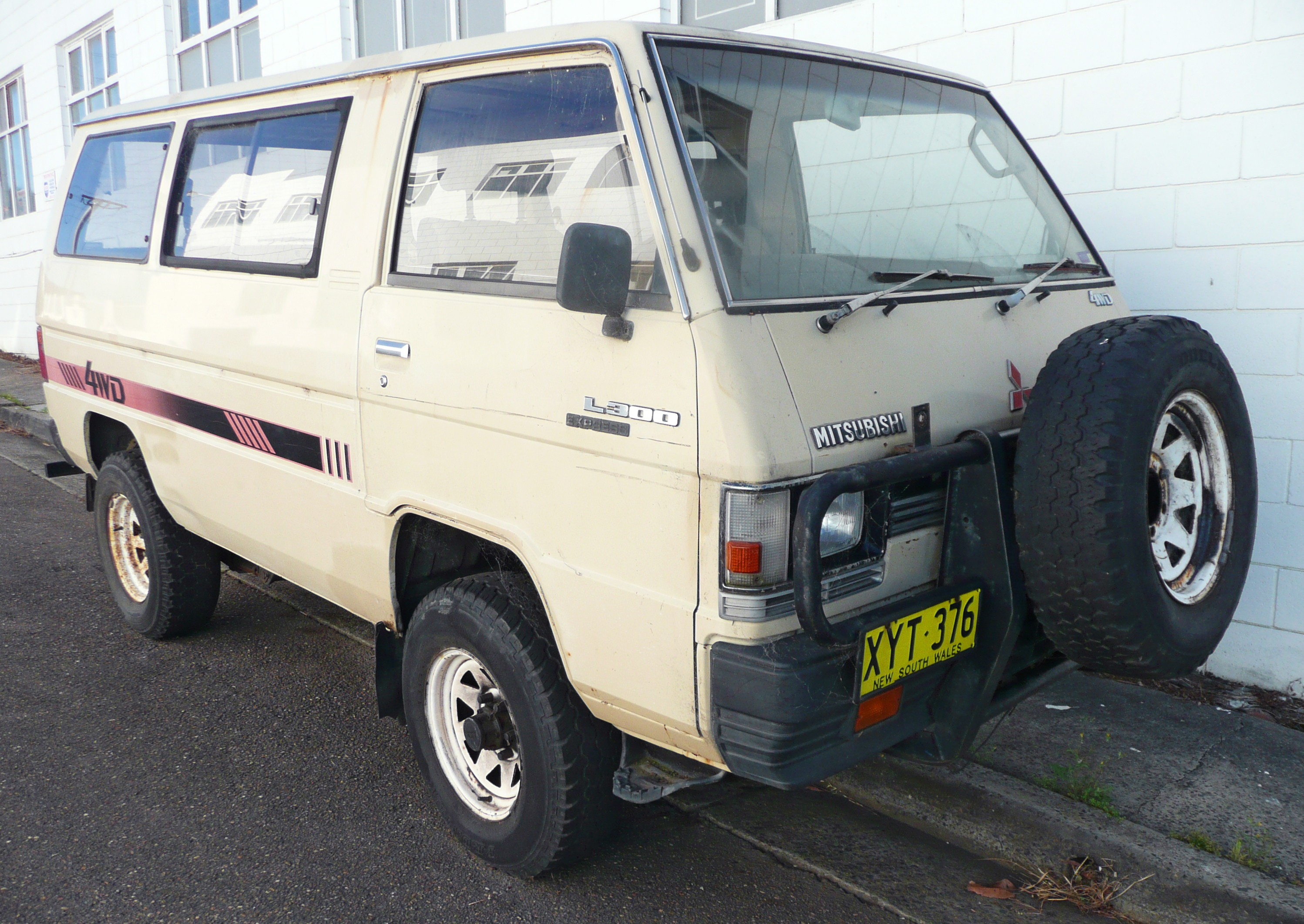
Mitsubishi L300 4WD

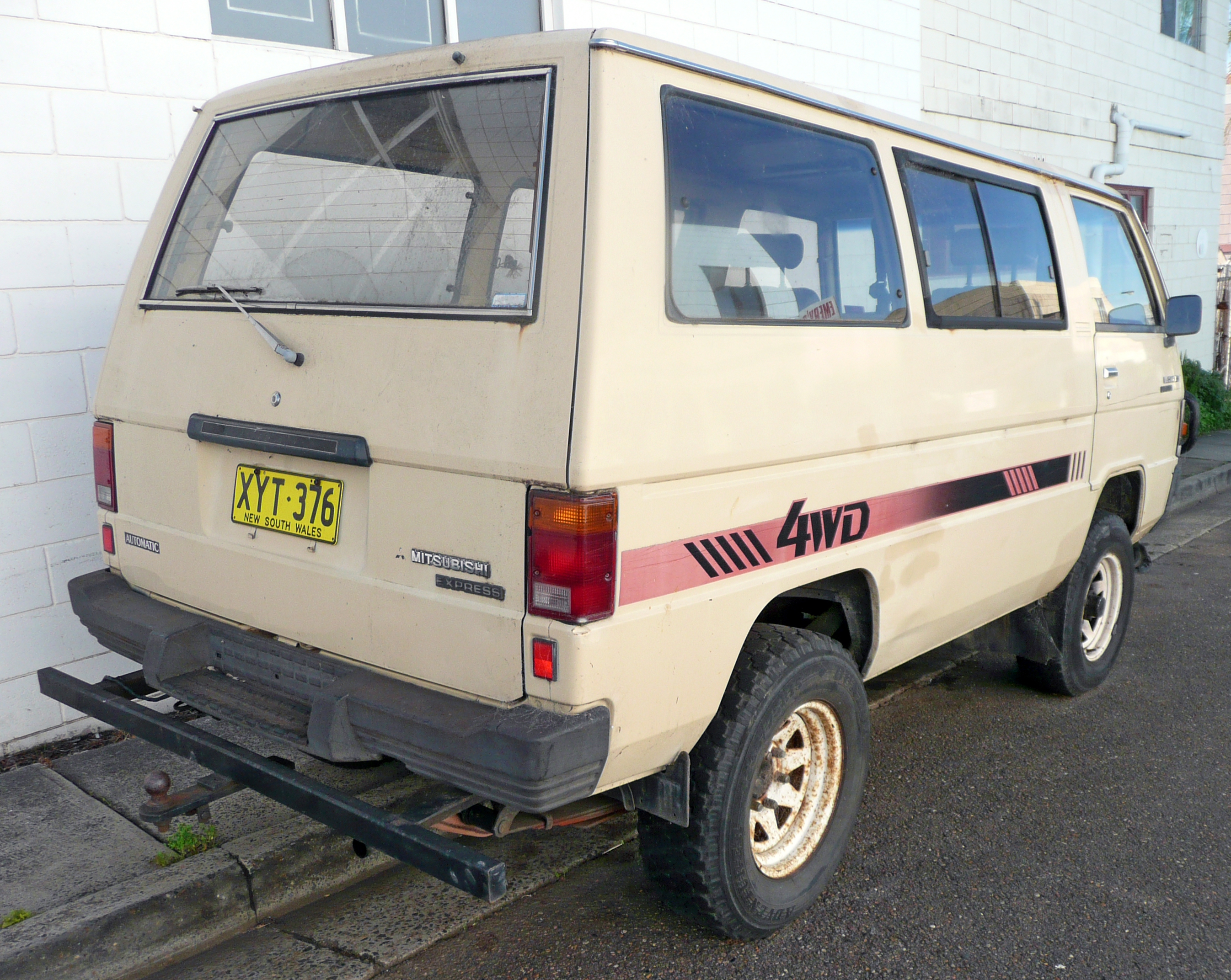
Mitsubishi L300 4WD – tył pojazdu

## Druga generacja
Druga generacja Mitsubishi L300 pojawiła się na rynku w 1986 roku. Samochód był bardziej opływowy od poprzednika, a także bezpieczniejszy. Auto było sprzedawane pod wieloma nazwami na całym świecie. Nazwa L300 funkcjonowała głównie w Europie, w Japonii był oferowany pod nazwą Delica oraz Delica Star Wagon (w zależności od wersji), w USA jako Van i Wagon, w Australii jako Express, z kolei w Meksyku był sprzedawany jako Dodge 1000.
Silnik, podobnie jak u poprzednika, znajdował się pod przednimi fotelami. Auto mogło być cztero- lub pięciodrzwiowe, wtedy drzwi przesuwne znajdowały się z obu stron pojazdu. Była także dostępna 2-drzwiowa kabina ze skrzynią ładunkową. Nadwozie występowało w dwóch rozstawach osi, dwóch długościach oraz dwóch wysokościach dachu. W wersji mającej trzy miejsca w pierwszym rzędzie siedzeń, dźwignia zmiany biegów znajdowała się na kolumnie kierowniczej, pozostałe wersje miały dwa miejsca z przodu oraz dźwignię pomiędzy fotelami.
Odmiana z napędem na cztery koła była zbudowana na podwoziu Mitsubishi Pajero. Wyposażona była w reduktor oraz wyższe zawieszenie.
Do napędu stosowano silniki benzynowe o pojemności od 1,6 do 2,4 l oraz silniki wysokoprężne o pojemności 2,5 l, występujące zarówno w odmianie wolnossącej jak i turbodoładowanej. Napęd na cztery koła dostępny był tylko z najmocniejszym silnikiem benzynowym oraz mocniejszym dieslem.
W 1990 roku przeprowadzono facelifting modelu. Zmieniono głównie przód pojazdu, wprowadzając nowe reflektory i zderzak. 
W wyposażeniu dodatkowym dostępny był szklany dach, elektryczne szyby, wspomaganie kierownicy, klimatyzacja, czy automatyczna skrzynia biegów.
Następca modelu L300, model Space Gear/L400 został zaprezentowany w 1994 roku. Jednak produkcję L300 na japoński rynek kontynuowano do 1999 roku, a na eksport model ten produkowany jest do dziś. Auto jest ciągle w ofercie między innymi w Nowej Zelandii.
Na licencji Mitsubishi L300 produkowany jest od 1986 roku Hyundai H100.

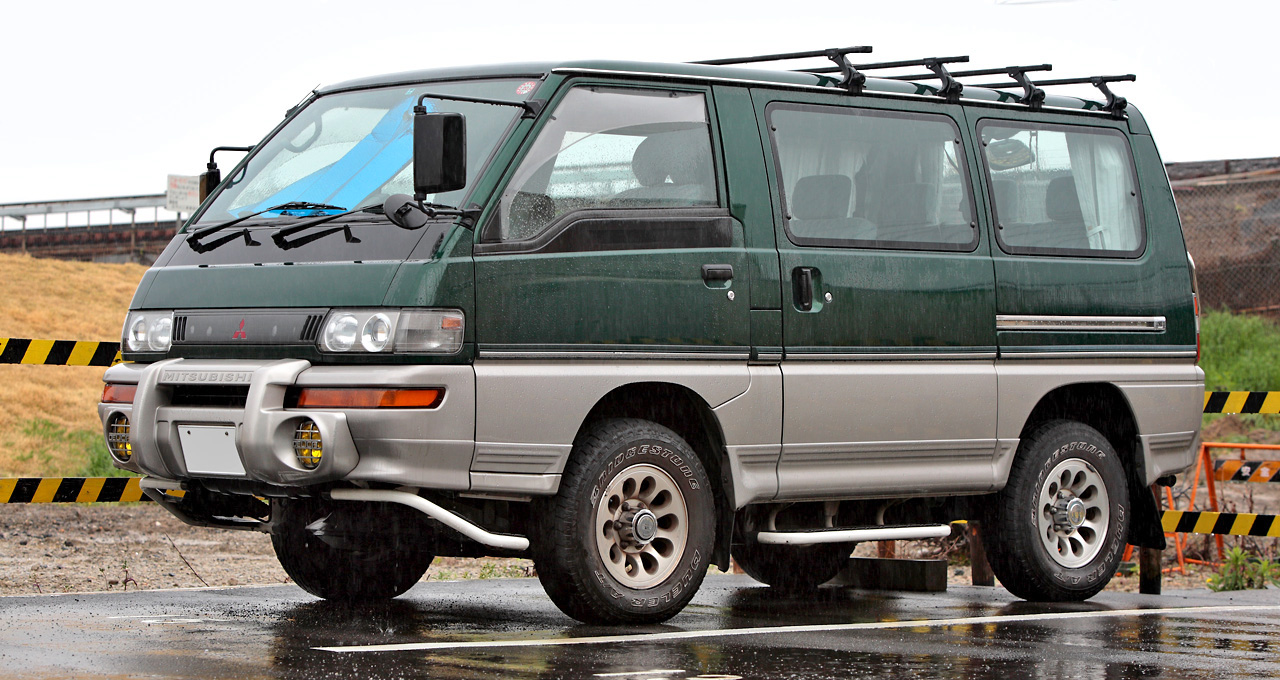
Mitsubishi Delica Star Wagon 4WD po ostatnim facelitingu

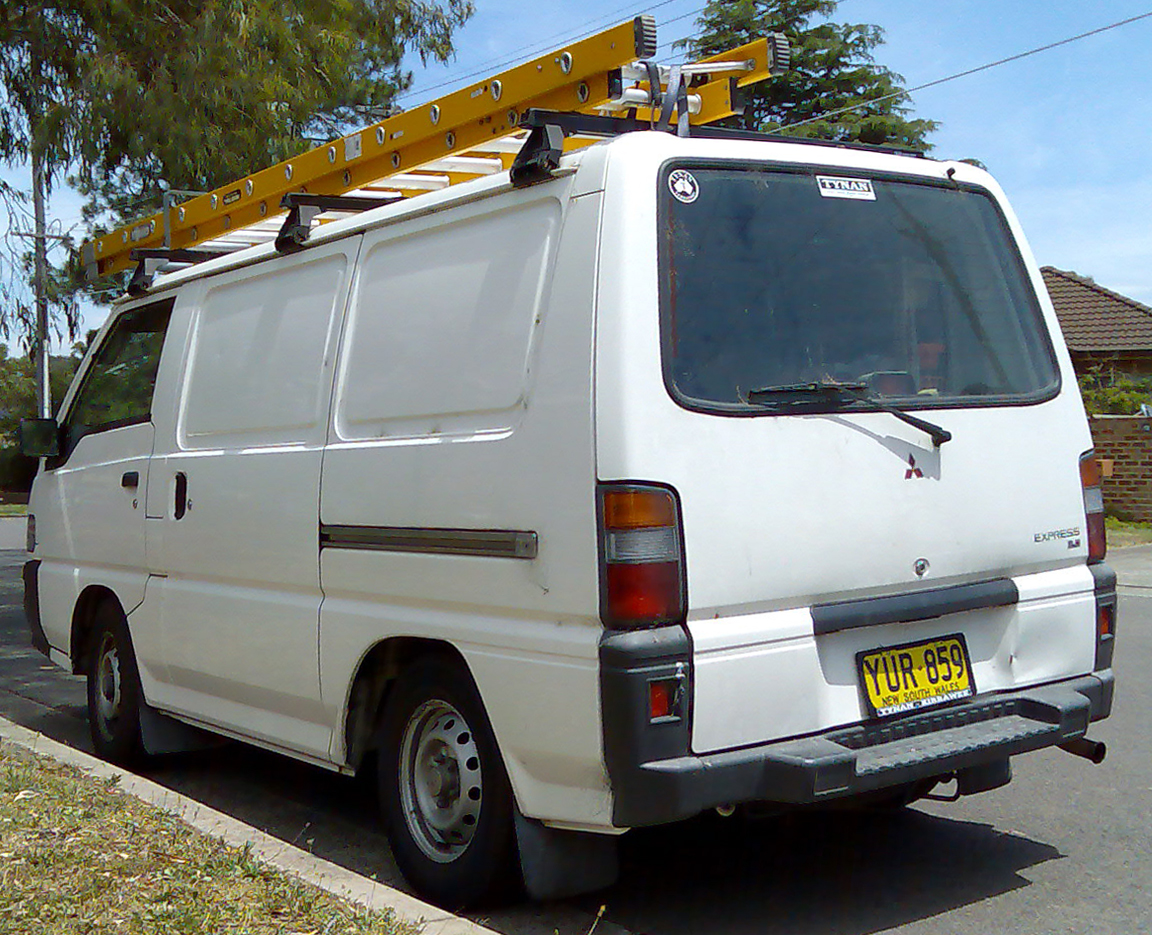
Mitsubishi L300 – tył pojazdu